# 港都夜雨
〈港都夜雨〉1958年發表的一首臺語流行歌曲，由呂傳梓作詞、楊三郎作曲。此曲以基隆為創作背景，原本是楊三郞譜的一首有曲無詞的旋律。

## 概述
1950年代初期，楊三郞在基隆接待駐臺美軍的「國際聯誼社」樂隊指揮，同時也是小喇叭手，基隆天天下雨，1951年楊三郎在雨中突發靈感，使用自然小調以及和聲小調，以小喇叭吹奏出一淒婉的曲子，命名為〈雨的BLUES〉，每天演奏，獲得美軍的佳評如潮，但一直沒有人寫下歌詞，一日，樂隊中的琴手呂傳梓有感而發，以漂泊「港都」（此指基隆），四海為家的男兒觀覽夜雨間傷心的意象，寫下了歌詞，不久又拿給《補破網》的作曲者王雲峰修飾了一番，變成國際聯誼社的知名曲目。
1958年楊三郞將此歌曲交給吳晉淮演唱，出版，有基督新教團體將之填上新詞，改編為聖歌。
此曲曾被洪一峰、洪榮宏、郭金發、余天、江蕙、黃耀明等人翻唱過。